# IV: Blazing Hot
IV: Blazing Hot è il quarto e ultimo album del duo hip hop statunitense Nice & Smooth, pubblicato nel 1997.

## Descrizione
| Recensione | Giudizio |
| ---------- | -------- |
| AllMusic   | [ 1 ]    |

«Sicuramente non i migliori rapper della storia, i due hanno compensato i limiti lirici con quelli melodici, tuttavia alla soglia del quarto album, la loro formula vincente stava per svanire.» Nonostante le presenze di DJ Premier, Easy Mo Bee e Kid Capri, «la produzione non è memorabile» e il disco diventa quello liricamente più debole del duo.

## Tracce
Musiche di Kid Capri (traccia 1), Easy Mo Bee (tracce 2-3), Michelob (traccia 4), Rich Nice (traccia 5), Paul Pistachio (traccia 6), Mark Sparks (traccia 7), Nice & Smooth (tracce 8-9, 10 e 12), Sam Devereux (traccia 10), DJ Premier (traccia 12).
1. Blazing Hot – 2:35
2. NY – 0:10
3. Boogie Down Bronx/BK Connection (feat. Rappin' Is Fundamental) – 4:04
4. I'll Be Good to You – 4:13
5. Let It Go – 3:20
6. Lockdown – 3:32
7. Scared Money – 4:23
8. Hot Shit – 3:11
9. Mad Love – 3:23
10. Same Old Brand New Style (I Can't Wait) – 4:36
11. Busta Rhymes – 1:19
12. DWYCK (Live) – 2:43

## Classifiche

### Classifiche settimanali
| Classifica (1997)         | Posizione massima |
| ------------------------- | ----------------- |
| US Top R&B/Hip-Hop Albums | 75                |